# 흥진고등학교
흥진고등학교(興進高等學校)는 대한민국 경기도 군포시 금정동에 있는 공립 고등학교이다.

## 학교 연혁
- 1992년 1월 10일 : 흥진고등학교 설립인가 (24학급)
- 1992년 3월 1일 : 초대 이문구 교장 취임
- 1992년 5월 1일 : 개교
- 1994년 2월 15일 : 제1회 졸업식(8명)
- 2021년 9월 1일 : 제12대 이정우 교장 취임
- 2024년 1월 5일 : 제31회 졸업식(302명) 총 13,856명
- 2024년 3월 4일 : 제33회 입학식(334명)

## 참고 자료
- 흥진고등학교 - 한국교육학술정보원 학교알리미